# تماس با پلیس ۱۱۰
تماس با پلیس ۱۱۰ (انگلیسی: Polizeiruf 110) یک مجموعهٔ تلویزیونی کارآگاهی-جنایی آلمانی است که به پوآرو تشبیه شده‌است و از سال ۱۹۷۱ تا کنون در حال پخش است. شماره ۱۱۰ در عنوان سریال به شماره تلفن اضطراری فولکس‌پولیتزای اشاره دارد. اولین قسمت این سریال در ۲۷ ژوئن ۱۹۷۱ در جمهوری دموکراتیک آلمان پخش شد و پس از انحلال شرکت سازندهٔ آن در آلمان شرقی، توسط آ.ار.د ادامه یافت. این مجموعهٔ تلویزیونی در ابتدا به عنوان همتای سریال صحنه جرم در آلمان غربی ساخته شد و به سرعت محبوبیتی گسترده یافت.
برخلاف دیگر سریال‌های جنایی تلویزیونی همچون صحنه جرم که در آن قتل‌ها عملاً تمرکز اصلی داستان است، پرونده‌هایی که در این سریال مطرح می‌شوند، اغلب جرایم دیگری چون خشونت خانگی، اخاذی، کلاهبرداری، دزدی، بزهکاری نوجوانان، الکلیسم، کودک‌آزاری و تجاوز جنسی هستند. برخلاف صحنه جرم که بر شخصیت‌های اصلی سریال و زندگی خصوصی آنها متمرکز بود، در سریال تماس با پلیس ۱۱۰ شگردها و رویه‌های پلیسی مورد توجه و تأکید است.

## گزیدهٔ بازیگران
- پیتر بورگلت
- یورگن فروریپ
- ولفگانگ وینکلر
- یاکی شوارتس
- ادگار زلگه
- میکیلا می
- ایموگن کوگه
- هنری هوبشن
- هورست کراوزه
- گونتر نومان
- کلاودیوش کائوفمن